# Liste der Freihäuser in Linz
Diese Liste führt alle historischen Freihäuser der Stadt Linz in Oberösterreich an.
Die Besitzverhältnisse der einzelnen Häuser machen die politischen und wirtschaftlichen Beziehungen der Stadt Linz deutlich, die von Steyr und Waldhausen im Strudengau bis Salzburg und Ostbayern (Berchtesgaden) sehr intensiv waren.
Die Freihäuser befanden sich ursprünglich alle innerhalb der Stadtmauer, im 17. und 18. Jahrhundert auch in der Vorstadt.
Unter „befreiten Häusern“ versteht Grüll Häuser, die bis ins 17. Jahrhundert noch in bürgerlichem Besitz waren und erst mit Bewilligung des Magistrates an Adelige, Geistliche oder die Regierung gelangten und meist geringere Befreiungen als die ursprünglichen Freihäuser aufwiesen.
Die Freiheiten konnten sich auf die Ermäßigung oder vollständige Befreiung von Steuern und des Burgrechtspfennigs, auf die Pflichten von militärischen Einquartierungen, Robot, Zug, Wacht und dergleichen beziehen. Die Stadt behielt sich jedoch oft das Einstandsrecht und die Jurisdiktion in Kriminalfällen (im Gegensatz zur Jurisdiktion bei Erbschaften nach Todesfällen) vor.
Die erworbenen Freiheiten konnten von einem Haus auf ein anderes Haus übertragen werden (was in Linz mehrmals geschah).
Mit kaiserlichem Reskript aus dem Jahr 1749 wurden alle Linzer Freihäuser der Steuerobrigkeit der Stadt unterstellt, und die Steuern wurden nach dem von der k. k. Revisionskommission festgestellten Hausnutzen errechnet.
Ab 1756 zahlten die Freihäuser ihre Steuern an die landständische Landtafel.

## Liste der Freihäuser in Linz
(sortiert nach Lemma und – falls kein eigener Artikel vorhanden ist – nach der Seitenangabe bei Grüll 1955)
| Freihaus                                   | Bild | Wikidata-Item                                                                           | Adresse                          | Beschreibung |
| ------------------------------------------ | ---- | --------------------------------------------------------------------------------------- | -------------------------------- | --- |
| Bischofshof (Linz)                         |      | Bischofshof (Q38050266)                                                                 | Herrenstraße 19                  | Grüll S. 208–211 „Kremsmünsterer Freihaus (Bischofshof)“. Das Haus gehörte von 1719 bis 1784 dem Stift Kremsmünster und dient seit Errichtung der Diözese Linz als Bischofshof |
| Freihaus Hohenfeld                         |      | Bürgerhaus, Ehem. Freihaus Hohenfeld (Q37979403)                                        | Hofgasse 7                       | Grüll S. 93–94. Gehörte um 1600 den Polheimern und von 1680 bis 1786 den Grafen von Hohenfeld. |
| Freihaus Salburg                           |      | Ehem. Salburg'sches Freihaus (Q37978738)                                                | Altstadt 6–8                     | Grüll S. 126–133. Von 1628 (Altstadt 6) bzw. 1650 (Altstadt 8) bis 1801 im Besitz der Familie Salburg. |
| Klosterhof (Linz)                          |      | Stiegl-Klosterhof (Q14538459)                                                           | Landstraße 30                    | Grüll S. 189–190 „Baumgartenberger Freihaus“. Das Stift Baumgartenberg besaß das Haus von 1626 bis zur Auflösung des Klosters im Jahr 1784. Im Jahr 1652 schloss das Kloster Baumgartenberg einen Vertrag mit der Stadt Linz, wonach das Haus von den jährlichen Steuern, Zug, Wacht und Einquartierung befreit wurde. Im Gegenzug hinterlegte das Kloster ein Kapital von 800 Gulden mit fünf Prozent Zinsen, die jährlich an die Stadt gezahlt wurden. Die Stadt behielt sich die Zahlung des Burgrechtspfennigs, das Einstandsrecht bei Verkauf sowie die Erste Instanz in Zivil- und Kriminalsachen vor. 1784 wurde das Haus vom Stift Kremsmünster übernommen. |
| Krankenhaus der Barmherzigen Brüder (Linz) |      | Krankenhaus der Barmherzigen Brüder (Linz) (Q14530765)                                  | Herrenstraße 33                  | Grüll S. 190–193 „Engelszeller Freihaus“. Das Haus gehörte 1691 bis 1709 dem Stift Engelszell und 1709 bis 1782 dem Kloster der Karmelitinnen, das von den Minoriten auch das Nachbarhaus kaufte. Für die Befreiung der beiden Häuser überließ der Karmelitenprovinzial Ernest dem Magistrat der Stadt Linz den großen Englischen Garten und 500 Gulden zum Ankauf der dazugehörigen vier Joch Äcker. Seit 1787 gehört das Haus dem Kloster und dem Krankenhaus der Barmherzigen Brüder. |
| Kremsmünsterer Stiftshaus                  |      | Kremsmünsterer Stiftshaus (Q1787943)                                                    | Altstadt 10                      | Grüll S. 100–108. Um 1500 im Besitz der Scherffenberger, gehörte dieses Haus von 1507 bis 1979 dem Stift Kremsmünster |
| Losensteiner Freihaus                      |      | Losensteiner Freihaus (Q37978706)                                                       | Altstadt 2, Hofgasse 17          | Grüll S. 111–115. Das Haus gehörte von 1573 bis 1615 den Herren von Losenstein und 1628 bis 1666 der Familie Starhemberg. |
| Markthalle (Linz)                          |      | Markthalle (Linz) (Q1901021)                                                            | Altstadt 12                      | Grüll S. 143–146 „Scherffenbergisches Freihaus (Waaghaus)“. Im Jahr 1524 erwarb die Stadt Linz das Haus von den Scherffenbergern und verwendete es als Waaghaus. |
| Priesterseminarkirche (Linz)               |      | Ehem. Deutschordenskirche Hl. Kreuz (Q38050472)                                         | Harrachstraße 7                  | Grüll S. 263–268 „Deutsch-Ordens-Kommende (Priesterseminar)“. Nach häufigem Besitzwechsel (1636 Johann Gottfried Perger zu Clam, 1653 Thürheim, 1664 Riesenfels, 1677 Johann Secund Sprinzenstein, 1703–1708 und 1709–1713 Franz Ferdinand Khevenhüller, 1708–1709 Johann Adam Pruner, 1713 Johann Philipp Harrach bzw. Deutsch-Ordens-Kommende und 1796 Familie Sprinzenstein). Seit 1804 dient das Haus als Katholisches Priesterseminar. |
| Schloss Egeregg                            |      |                                                                                         | Prunerstraße 1                   | Grüll S. 268–272 „Grundemannisches Freihaus (Egereck)“. Der Wiener Bürger und Handelsmann Koloman Egerer erwarb 1551 ein Grundstück vom Stadtpfarrhof und errichtete ein Haus, für das er am 20. Dezember 1575 einen Freibrief erlangte. Nach mehreren Besitzwechseln wurde das Haus im Jahr 1737 abgerissen. |
| Starhemberger Freihaus                     |      | Bürgerhaus, Ehem. Starhemberger Freihaus (Q37979415)                                    | Hofgasse 9                       | Grüll S. 162–167. Von 1401 bis 1593 und 1616 bis 1625 besaßen die Starhemberger dieses Haus. |
| Stiftshof von Berchtesgaden                |      |                                                                                         | Adlergasse                       | Grüll S. 80–81. Hof des Stiftes Berchtesgaden, urkundlich 1296–1564, Standort nicht mehr exakt bestimmbar |
| Garstener Stiftshäuser                     |      |                                                                                         | Rathausgasse 8 und Pfarrplatz 17 | Grüll S. 81–84. Das Gebäude Rathausgasse 8 kam 1653 durch Tausch an das Stift Sankt Peter (Salzburg), wobei zugleich die Freiheit vom Geraischen Haus (Hauptplatz 27) hierher übertragen wurde. Das Stift Garsten besaß 1687–1776 das Haus Rathausgasse 8 und 1695–1776 das im Hinterhof verbundene Gebäude Pfarrplatz 17. Die Freiheit wurde 1773 an das von Stift Garsten neu erworbene Haus in der Herrenstraße 26 übertragen. |
| Garstner befreites Haus                    |      |                                                                                         | Domgasse 2                       | Grüll S. 84–86. Dieses Haus gehörte 1600 bis 1688 dem Stift Garsten und von 1688 bis 1729 dem Kloster Mondsee. Im Jahr 1688 erhielt das Haus eine im Vergleich zu klassischen Freihäusern nur geringe Steuerermäßigung von 40 auf 30 Gulden jährlich. |
| Geumannisches Freihaus                     |      | Bürgerhaus (Q37979472)                                                                  | Hofgasse 19                      | Grüll S. 86–88. Benannt nach der Familie Geymann, die dieses Haus 1539 bis 1620 zur Gänze und bis 1634 anteilsweise besaß. |
| Das Hoheneckische Freihaus                 |      | Bürgerhaus, Ehem. Hoheneckisches Freihaus (Q37979484)                                   | Hofgasse 20 und 22               | Grüll S. 88–93. Die aneinandergrenzenden Häuser waren von 1639 (Hofgasse 20) bzw. 1631 (Hofgasse 22) bis 1721 im Besitz der Familie Ungnad von Weißenwolff und gehörten von 1721 bis 1781 der Familie Hoheneck. Die Freiheit wurde 1774 auf das Haus Promenade 7 umgelegt. |
| Freihaus der Innerberger Gewerkschaft      |      |                                                                                         | Hahnengasse 12 und Altstadt 3    | Grüll S. 94–99. Zuerst gehörte das Freihaus Hahnengasse 12 verschiedenen adeligen Familien (Scherffenberg bis 1585, Starhemberg bis 1672, Khevenhüller bis nach 1690, Sprinzenstein um 1700 bis 1754). Das Haus Altstadt 3, das von 1628 bis 1641 dem Stift Schlägl gehört hatte, war von 1754 bis 1813 im Besitz der Innerberger Hauptgewerkschaft. |
| Jörgerisches Freihaus (Landkanzlei)        |      | Ehem. Freihaus Jörger (Q37769513)                                                       | Hofgasse 23                      | Grüll S. 99–100. Das Haus gehörte bis 1612 der Familie Jörger von Tollet und diente der Landeshauptmannschaft von 1612 bis 1771 als kaiserliche Landkanzlei. |
| Lamberger befreites Haus (Vizedomamt)      |      |                                                                                         | Obere Donaulände 1               | Grüll S. 108–111. Das Haus diente vom 16. Jahrhundert bis 1771 als Vizedomamt und war von 1774 bis 1796 im Besitz von Johann Friedrich Fürst Lamberg. |
| Stiftshof von Michaelbeuren                |      |                                                                                         |                                  | Grüll S. 115–116. Die einzige Beurkundung stammt aus dem Jahr 1345, als die Benediktinerabtei Michaelbeuern ihr Haus einem Bürgerehepaar zu Leibgedinge gab. Der Standort dieses Hauses ist ungewiss. |
| Mondseer Haus (Jesuiten-Seminar)           |      | Ehem. Jesuitenseminar (Q37978854)                                                       | Domgasse 12                      | Grüll S. 116–118. Der westliche Teil des Hauses Domgasse 12 war von etwa 1480 bis 1634 im Besitz des Klosters Mondsee. Die Jesuiten, die ab 1632 den östlichen Teil besaßen, vereinigten 1634 beide Teile und besaßen das Haus bis 1773, das danach bis 1874 als bischöfliches Seminar diente. |
| Nonnberger Stiftshaus                      |      | Bürgerhaus (Q37979294)                                                                  | Hofberg 4                        | Grüll S. 119–121. Im Haus war die Verwaltung der Salzburger Benediktinerinnenabtei Nonnberg untergebracht, die am Gründberg größere landwirtschaftliche Güter besaß. |
| St. Petershof                              |      | Stadtpfarrhof (Q38050333)                                                               | Pfarrplatz 4                     | Grüll S. 122–126. Das Haus gehörte von 1342 bis 1653 dem Salzburger Stift Sankt Peter und dient seit 1653 als (neuer) Stadtpfarrhof, nachdem der Linzer Stadtpfarrer Heinrich Schrader den alten Pfarrhof an das Jesuitenkolleg abgetreten hatte. |
| Das Posthaus am Hauptplatz                 |      | Bürgerhaus, Feichtingerhaus (Q37979056)                                                 | Hauptplatz 18                    | Grüll S. 126. Am 28. September 1690 erteilte Kaiser Leopold I. der Witwe des Postmeisters die „Salva Quadria“, womit das Haus hinkünftig von militärischen Einquartierungen befreit war. |
| Salburger Majoratshaus                     |      |                                                                                         | Hahnengasse 6                    | Grüll S. 133–135. Das Haus gehörte 1589 bis 1726 der Familie Salburg, danach bis 1738 der Familie Sprinzenstein. |
| Stiftshaus des Salzburger Domkapitels      |      |                                                                                         | Badgasse 3                       | Grüll S. 135–137. Das Domkapitel Salzburg besaß dieses Haus von etwa 1267 bis 1651. Im Jahr 1690 wurde die Freiheit auf den Englischen Garten übertragen. |
| Salzburgerhof                              |      |                                                                                         | Oberer Pfarrplatz                | Grüll S. 138–140. Das Haus gehörte von etwa 1331 bis 1646 den Bischöfen von Salzburg, danach den Jesuiten und wurde zwischen 1669 und 1678 abgerissen. |
| Schallenberger Freihaus                    |      | Freihaus Schallenberg (Q37979494)                                                       | Hofgasse 21                      | Grüll S. 140–141. Das Haus gehörte von etwa 1595 bis nach 1630 den Herren von Hohenfeld, bis 1659 dem Christoph Ehrenreich von Schallenberg und danach bürgerlichen Besitzern. |
| Schallenberger Freihaus                    |      | Minoritenkirche (Q1109080)                                                              | Klosterstraße 9                  | Grüll S. 141–143. Von 1659 bis etwa 1667 gehörte dieses Haus dem Christoph Ehrenreich von Schallenberg und was dann bis 1784 Minoritenkloster. |
| Schiferisches Freihaus                     |      |                                                                                         | Altstadt 1, Hofgasse 15          | Grüll S. 146. Dietmar Freiherr Schifer besaß dieses Haus von 1631 bis mindestens 1644, als es als „Schiferisch Freihaus“ auf dem „Leinbatmarkt“ bezeichnet wurde. |
| Spindlerisches Freihaus                    |      |                                                                                         | Hauptplatz 7                     | Grüll S. 147–148. Das Haus gehörte von 1634 bis 1799 der Familie Spindler zu Hofegg. Im Jahr 1815 wurde der Status als Freihaus gelöscht. |
| Sprinzensteinische Freihäuser              |      |                                                                                         | Hahnengasse 3 und 5              | Grüll S. 148–150. Das Haus Hahnengasse 3 gehörte von 1631 bis etwa 1754 der Familie Sprinzenstein, das von 1641 bis 1713 zusätzlich das benachbarte Haus Hahnengasse 5 besaß. |
| Sprinzensteiner Freihaus                   |      |                                                                                         | Hofgasse 13                      | Grüll S. 148–150. Das Haus gehörte von nach 1600 bis 1674 den Jesuiten, von 1674 bis etwa 1690 der Familie Khevenhüller und von etwa 1700 bis etwa 1730 der Familie Sprinzenstein. |
| Starhemberger Freihaus                     |      | Ehem. Starhemberger Freihaus, Mozartpalais (Q37978798)                                  | Altstadt 17, Klosterstraße 20    | Grüll S. 151–157. Besitzer waren vor 1508 die Gebrüder Oberhaimer, etwa 1508 bis 1614 die Prager, bis 1622 die Familie Ungnad, bis 1659 die Familie Khirchberg, bis 1779 den Starhembergern und bis 1789 Johann Josef Graf Thun. 1783 wohnte Wolfgang Amadeus Mozart in diesem Haus und komponierte hier die Linzer Sinfonie. |
| Starhemberger Freihaus                     |      | Altes Büchsenhaus/Starhemberger Freihaus (Q38009090)                                    | Altstadt 28                      | Grüll S. 157–162. Das Haus diente im 14. Jahrhundert als Büchsenhaus. Es gehörte von etwa 1415 bis etwa 1490 den Herren von Walsee, danach bis 1577 den Scherffenbergern, bis 1644 der Familie Meggau und bis 1802 den Starhembergern. Im Jahr 1802 wurde die Freiheit dieses Hauses auf das außerhalb der Stadtmauer befindliche Engelszellerische Stiftshaus auf der Promenade Nr. 9 übertragen. |
| Trauner Freihaus                           |      | Ehem. Freihaus Traun (Q37978778)                                                        | Altstadt 15                      | Grüll S. 167–169. Das Haus gehörte von etwa 1589 bis etwa 1598 den Pragern, dann bis 1630 Volkenstorfern, bis 1664 der Familie Tilly und von 1664 bis 1869 der Familie Traun. |
| Thürheimer Freihaus                        |      |                                                                                         | Theatergasse 2                   | Grüll S. 169–179. Besitzer dieses Hauses waren ab 1473 die Zelkinger, die nach über 150 Jahren als Protestanten ihre Güter in Oberösterreich verkaufen mussten. Johann Christoph von Thürheim zu Bibrachzell erwarb 1629 von den Zelkingern das Schloss Weinberg samt dem Freihaus in Linz, das bis 1800 im Besitz der Thürheimer blieb. |
| Weißenwolffsches Freihaus                  |      | Bürgerhaus, ehem. Palais Weissenwolff (Q37979134)                                       | Hauptplatz 27                    | Grüll S. 179–184. Der bayerische Statthalter Adam von Herberstorff von 1628 bis etwa 1630. Nach kurzfristigen Besitzerwechseln gehörte das Haus ab 1658 der Familie Ungnad von Weißenwolff. Am 13. Dezember 1658 bestätigte der junge Kaiser Leopold I. die Befreiung von der Zahlung des Burgrechtspfennigs sowie von jeder Einquartierung. |
| Stift Wilheringer Freihaus                 |      | Ehem. Wilheringer Stiftshaus (Q38050147)                                                | Altstadt 13                      | Grüll S. 184–187. Den Jörgern von Tollet gehörte der linke Teil des Hauses vor 1477 und von etwa 1523 bis 1622 und der rechte Teil des Hauses von 1616 bis 1622. Das Stift Wilhering erwarb den linken Teil im Jahr 1622 und den rechten Teil des Hauses von der Witwe Rosina von Herberstein im Jahr 1628. Im Jahr 1634 erreichte der Abt von Wilhering gegen eine Zahlung von 350 Gulden die Befreiung von allen bürgerlichen Lasten und von der Jurisdiktion, die Stadt behielt sich aber den Burgrechtspfennig und das Einstandsrecht vor. In der zweiten Hälfte des 17. Jahrhunderts wurden die beide Teile des Hauses vereinigt. |
| Florianer Freihaus                         |      | Florianer Stiftshaus (Q38151220)                                                        | Landstraße 22                    | Grüll S. 193–201. Das Stift Sankt Florian erwarb im Jahr 1615 zwei benachbarte Häuser und ließ an deren Stelle ein neues, geräumiges Haus erbauen. Am 7. Dezember 1644 stellte Kaiser Ferdinand III. dem Propst Leopold einen Freibrief aus. Im Gegenzug versprach das Kloster, kein bürgerliches Handwerk in diesem Haus zu betreiben und Übeltäter unter dem Dachtropfen dem Magistrat auszuliefern. Mit kaiserlichem Privileg vom 23. April 1681 wurde dieses Haus auch vom Burgrechtspfennig befreit. |
| Gleinker befreites Haus                    |      | Bürgerhaus, Gleinker Stiftshaus (Q37979242)                                             | Herrenstraße 5                   | Grüll S. 201–204. Das Benediktinerstift Gleink besaß dieses Haus von 1689 bis 1795. |
| Hoheneckisches Freihaus                    |      | Bürgerhaus, Starhemberg´sches Haus, bzw. Hoheneck´sches Freihaus (Q37979973)            | Promenade 7                      | Grüll S. 204–206. Das Haus gehörte von 1700 bis 1740 den Starhembergern und ab 1774 der Familie Hoheneck (siehe oben) und Erben. |
| Clamisches Freihaus                        |      |                                                                                         | Kapuzinerstraße 1, Klammstraße 9 | Grüll S. 206–208. Das Haus gehörte bis 1674 der Familie Kuefstein, bis etwa 1730 der Familie Salburg, von etwa 1730 bis 1799 der Familie Clam-Martinic und ab 1799 Franz Preuer, der dort eine Kappenfabrik einrichtete. |
| Kuefsteinische Freihäuser                  |      | Freihaus, Kuefstein'sches Freihaus (Q37979533)                                          | Klammstraße 3 und 5              | Grüll S. 211–215. Die Familie Kuefstein besaß das Haus Klammstraße 3 ab etwa 1630 und das Haus Klammstraße 5 ab 1634. Um 1750 kamen beide Häuser an die Familie Graf Spindler, welche die Häuser in den Jahren 1800 und 1806 getrennt verkaufte. Im Jahr 1810 kaufte Fürstin Friederike Lamberg, geborene Reichsfürstin von Oettingen-Wallerstein, das Haus Klammstraße 3, um die darauf haftende Freiheit auf das von ihr erworbene Haus Herrenstraße 17 (Spittelwiese 15) zu übertragen und das Haus Klammstraße nach nur 4 Monaten wieder zu verkaufen. |
| Lamberger Freihaus                         |      | Ehem. Lamberger Freihaus (Q37980141)                                                    | Spittelwiese 15                  | Grüll S. 216–217. Besitzer des Hauses waren von 1736 bis um 1786 Aloys Thomas Raimund von Harrach und Erben, von 1795 bis 1810 Max Graf Althann und ab 1810 die Familie Lamberg, welche die Freiheiten von Haus Klammstraße 3 hierher verlegte. |
| Lambacher Freihaus                         |      |                                                                                         | Landstraße 20                    | Grüll S. 217–220. Stift Lambach erwarb das Haus im Jahr 1636 und 1851 das angrenzende Nachbarhaus. Beide Häuser wurden vereinigt und erhielten 1652 gegen die Zahlung von 2400 Gulden einen Schirm- und Freibrief, der 1675 von Kaiser Leopold I. bestätigt wurde. |
| Pergerisches Freihaus                      |      |                                                                                         | Klammstraße 22                   | Grüll S. 221–225. Johann Georg Fäschl, kaiserlicher Bergrichter und Landprobierer in Österreich ob der Enns, wurde am 16. Mai 1704 gestattet, auf vizedomamtlichen Grund ein Haus zu bauen, für das er 1716 von Kaiser Karl VI. einen Freiheitsbrief erhielt. Fäschl musste dem Vizedomamt jährlich einen Taler zahlen, war aber von den üblichen sonstigen Verpflichtungen befreit. Matthäus Perger, Buchhalter bei der k. k. Hauptpost, besaß das Haus im Jahr 1764 und dann wieder von 1773 bis 1788. |
| Das Posthaus auf der Spittelwiese          |      |                                                                                         | Landstraße 24                    | Grüll S. 225–227. Im Jahr 1531 erwarb der Postmeister Anton von Taxis das Haus. Um 1548 brachte Maria von Taxis dieses Gebäude in ihre Ehe mit dem kaiserlichen Postmeister Moritz von Paar ein. Das Ehepaar erwarb zwei anstoßende Häuser samt Stadel und Garten und vereinigte diese drei Häuser. Daraufhin ersuchte Moritz von Paar 1561 den Kaiser Maximilian II. wegen seiner Dienste, die er 41 Jahre lang dem Haus Österreich im Postwesen geleistet hatte, sein Linzer Haus zu befreien. Nach längeren Verhandlungen mit der Stadt wurde am 24. Juni 1562 ein Vertrag geschlossen, wonach das aus drei Gebäuden bestehende Haus von Steuer, Wacht und Robot befreit wurde. Im Jahr 1565 bestätigte der Kaiser der Witwe Maria von Paar diese Freiheiten. Nach deren Tod verkauften ihre drei Töchter im Jahr 1574 das Haus an die Stadt Linz. Durch diesen Rückkauf verfiel die Befreiung, und die Stadt Linz nützte das Haus bis nach 1630 als Posthaus. Später wurde es gelegentlich wieder befreit und weiterverkauft, erlangte aber nie mehr die volle Befreiung als Freihaus. |
| Salburger Freihaus                         |      | Ehem. Salburgisches Freihaus (Q37979548)                                                | Klammstraße 7                    | Grüll S. 227–228. Der Landeshauptmann ob der Enns, Johann Ludwig von Kuefstein, erbaute ein Ballhaus, wofür ihm Kaiser Ferdinand III. am 30. November 1645 dieselben Privilegien verlieh, mit denen auch andere Ballhäuser ausgestattet waren. Gleichzeitig erhielt Kuefstein die Vergünstigung, 400 Eimer Wein aus Niederösterreich ohne Mautaufschlag und Zoll einzuführen und ausschenken zu dürfen. Die Familie Salburg besaß das Haus von 1679 bis 1766 und wieder von 1779 bis 1795. |
| Schlägler Freihaus                         |      | Stiftshaus Schlägl (Q38151209)                                                          | Landstraße 16                    | Grüll S. 229–234. Das Haus gehört seit 25. Mai 1640 dem Stift Schlägl. Der Abt ersuchte den Magistrat, die Freiheit von seiner früheren Behausung Altstadt Nr. 3 auf das neu erworbene Haus zu übertragen, was ihm gegen die Zahlung von 400 Gulden genehmigt wurde. |
| Stift Spitaler Freihaus                    |      |                                                                                         | Herrenstraße 14/16, Steingasse 1 | Grüll S. 238–243. Von 1652 bis 1807 war das Haus im Besitz des Stiftes Spital am Pyhrn. |
| Starhemberger Freihaus                     |      |                                                                                         | Herrenstraße 39                  | Grüll S. 244–251. Die Starhemberger besaßen dieses Haus mit einer Unterbrechung (1715–1717) bis zum Jahr 1802. Im Jahr 1810 richtete der Anton Karl Hafferl dort eine Baumwoll- und Barchentfabrik ein. Auf dem Gelände erstreckt sich heute das Krankenhaus der Barmherzigen Schwestern Linz. |
| Thürheim-Starhemberger Freihaus            |      | Freihaus, Thürheim-Starhemberg. Freihaus (Q37979996)                                    | Promenade 9                      | Grüll S. 252–253 „Starhemberger Freihaus“. Das Haus gehörte von 1710 bis 1740 Philipp Gottlieb Graf Thürheim und Erben, von 1748 bis 1788 dem Stift Engelszell und ab 1802 den Starhembergern. |
| Stift Waldhausner Freihaus                 |      | Herrenstraße 12 (Q38153361)                                                             | Herrenstraße 12, Steingasse 2    | Grüll S. 253–254. Das Stift Waldhausen besaß das Gebäude von 1653 bis zur Einleitung seiner Aufhebung im Jahr 1788. |
| Weißenwolff Palais                         |      | Palais Weissenwolf (Q37979684)                                                          | Landstraße 12                    | Grüll S. 254–257. Am 11. Juni 1714 kaufte die Familie Weißenwolff zwei benachbarte Häuser, vereinigte beide Teile und besaß das Gebäude bis etwa 1769. Von etwa 1771 bis 1794 gehörte das Haus der Familie Fürstenfeld und von 1794 bis 1799 der Familie Hohenfeld, ehe es wieder in bürgerlichen Besitz gelangte. |
| Zeppenfeldsches Palais                     |      | Dompfarrhof (Q38089184)                                                                 | Herrenstraße 26                  | Grüll S. 258–260. Besitzer des ursprünglichen Fasszieher-Hauses waren unter anderem Johann Eberhard von Zeppenfeld (1714–1733), Maria Franziska Reichsgräfin Starhemberg (1747–1772), Landeshauptmann Christoph Wilhelm II. von Thürheim (1772–1773), das Kloster Garsten (1773–1787) und der Familie Gilleis (1839–1858). Im Jahr 1858 erwarb der Dombauverein die Immobilie, die später zum Dompfarrhof umfunktioniert wurde. |
| Apotheker Freihaus im Wört                 |      |                                                                                         | Kaisergasse 7                    | Grüll S. 262–263. Von 1666 bis 1838 war dieses Haus im Besitz der Apotheker Pfaller, Weber und Sellmann. Freihaus seit 1666. |
| Eyringisches Freihaus                      |      | Ehem. Eyringsches Freihaus, Fürstlambergisches Frh., Theresian. Waisenstift (Q38014868) | Museumstraße 27, 29, 31          | Grüll S. 272–277 „Kemeter Freihaus“. Der Fleischhauer Franz Pichler verkaufte sein Gut am 21. August 1592 an Zacharias Eyring, den Verordneten der Linzer Landschaft. Eyring errichtete ein stattliches Haus, das auch befreit wurde. Weitere Besitzer waren Anna Eyring, Leopold Kemeter von Tribein, Johann B. von Kunitz, Erasmus von Gera, Sigmund Balthasar von Kriechbaum und von 1681 bis 1765 die Familie Lamberg. Von 1765 bis 1787 war das k. k. Theresianisches Waisenhaus und von 1787 bis 1805 die k. k. Landeshauptmannschaft hier untergebracht. |
| Kremsmünsterer Freihaus                    |      |                                                                                         | Betlehemstraße 7                 | Grüll S. 278–280. Im Jahr 1607 kaufte das Kloster Kremsmünster mit Genehmigung des Bistums Passau einige Ackergründe vom Linzer Dechant Zuppacher. Für das neu erbaute Haus kam 1622 eine Einigung über die Befreiung zustande. Weitere Besitzer waren 1691 bis 1708 Graf Oktavian Cavriani und 1708 bis 1788 die Jesuiten (Nordische Stiftung), wonach das Haus in bürgerlichen Besitz gelangte. |